# NGC 2119
NGC 2119 је елиптична галаксија у сазвежђу Орион која се налази на NGC листи објеката дубоког неба.
Деклинација објекта је + 11° 56' 56" а ректасцензија 5h 57m 26,9s. Привидна величина (магнитуда) објекта NGC 2119 износи 13,6 а фотографска магнитуда 14,6. NGC 2119 је још познат и под ознакама UGC 3380, PGC 18136.